# Ahmed ben Moussa (Bahmad)
 (mars 2020).
Si vous disposez d'ouvrages ou d'articles de référence ou si vous connaissez des sites web de qualité traitant du thème abordé ici, merci de compléter l'article en donnant les références utiles à sa vérifiabilité et en les liant à la section « Notes et références ».
Pour le érudit musulman né vers 1500, voir Sidi Ahmed Ben-Moussa.
Ahmed ben Moussa (en arabe :  احمد بن موسى), dit Bahmad (با حماد), né en 1840, communément appelé Ba Ahmed (en allemand Bou Ahmed), mort en 1900, était chambellan puis grand vizir, régent et souverain de facto du Maroc entre 1894 et 1900. Il est devenu le véritable régent du pays, après avoir intronisé son neveu, Abd al- Aziz, en tant que sultan, qui était un enfant à l'époque, malgré la présence de frères et sœurs plus âgés. Le règne de Ba Ahmed, comme le règne de Moulay Hassan avant lui, dont il était le chambellan, a continué à entraîner le Maroc dans une crise financière et politique, avec des réformes catastrophiques des régimes fiscaux et douaniers, et a renforcé la dépendance du trône - qui pourrait à peine percevoir des impôts - par rapport aux puissances étrangères pour réprimer les rébellions, payer les soldats et les domestiques et finalement rester au pouvoir. Les descendants de Ba Ahmed, en tant que membres de l'élite coloniale française ayant des liens étroits avec le palais, continuent à ce jour de jouer un rôle clé dans la vie politique et économique du Maroc. Un de ses petits-fils, Chakib Benmoussa, a occupé plusieurs postes importants sous l'actuel roi du Maroc, Mohammed VI, qui l'a nommé d'abord PDG d'une de ses entreprises (SONASID) puis ministre de l'Intérieur puis chef du Conseil économique et social puis ambassadeur en France.
Décrit comme un "homme noir, petit et gros", il était responsable de la rénovation du Palais de la Bahia.